# Głuchów (powiat gostyński)
Głuchów – wieś w Polsce położona w województwie wielkopolskim, w powiecie gostyńskim, w gminie Pogorzela.
W okresie Wielkiego Księstwa Poznańskiego (1815-1848) miejscowość należała do wsi większych w ówczesnym pruskim powiecie Krotoszyn w rejencji poznańskiej. Głuchów  należał do okręgu borkowskiego tego powiatu i stanowił część majątku Pogorzela, którego właścicielem był wówczas Maksymilian Taczanowski. Według spisu urzędowego z 1837 roku wieś liczyła 324 mieszkańców, którzy zamieszkiwali 41 dymów (domostw).
W latach 1975–1998 miejscowość należała administracyjnie do województwa leszczyńskiego.